# Niviaq Korneliussen

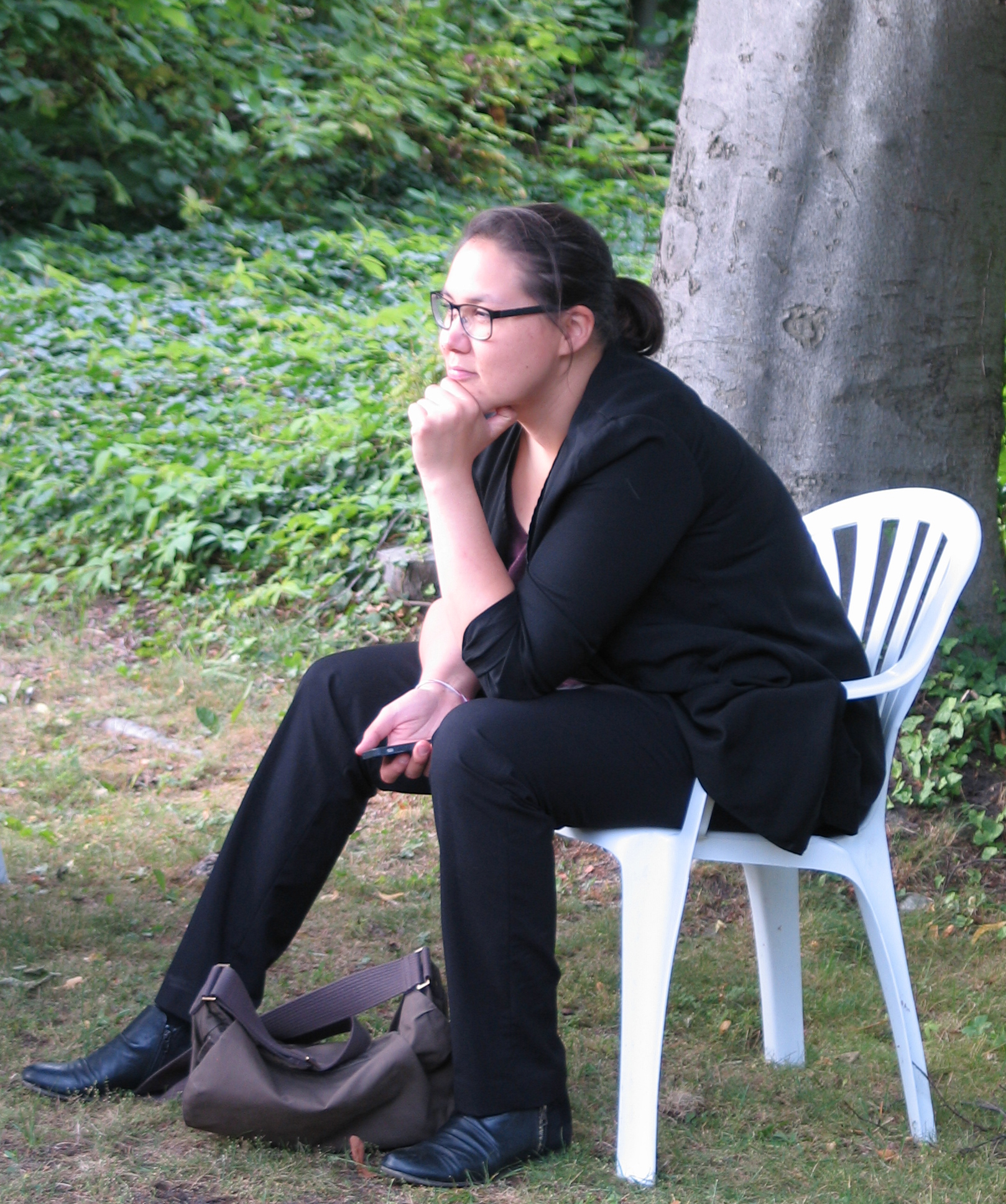
Niviaq Korneliussen

Niviaq Korneliussen (Nanortalik, 27 gennaio 1990) è una scrittrice di lingua groenlandese e danese.

## Biografia e carriera letteraria
Korneliussen è nata a Nanortalik. Ha studiato scienze sociali all'Università della Groenlandia e psicologia all'Università di Aarhus, ma ha interrotto gli studi con l'affermarsi della sua carriera autoriale.
Nel 2012 ha partecipato al progetto di scrittura Allatta!, che invita i giovani groenlandesi a riflettere e a scrivere sulla propria esperienza di vita. Il racconto di Korneliussen, San Francisco, fu tra i dieci pubblicati in groenlandese e danese nell'antologia di Allatta! per il 2013.
Il suo romanzo d'esordio Una notte a Nuuk (HOMO Sapienne, 2014) è incentrato sulla vita di cinque giovani a Nuuk, segnalandosi sia per l'impiego di tecniche moderne di storytelling sia per il focus sulle persone LGBTQ+ nella società groenlandese. Apertamente lesbica, Korneliussen ha dichiarato come fosse importante per lei scrivere dell'esperienza gay in Groenlandia, tema precedentemente mai affrontato.
Una notte a Nuuk è stato nominato per il Nordisk råds litteraturpris e per il Politiken Literature Award nel 2015, ed è stato tradotto in inglese, francese, tedesco, svedese, norvegese, polacco e rumeno.
Nel 2020 ha pubblicato, in groenlandese e in traduzione danese, La Valle dei Fiori (titolo originale: Naasuliardarpi), vincitore del Nordisk råds litteraturpris nel 2021 - la prima edizione vinta da un autore della Groenlandia - e tradotto in numerose lingue, fra cui l'italiano.
Nel 2022, il Ministro della Cultura groenlandese Peter P. Olsen ha premiato Korneliussen per la sua scrittura.

## Opere

### Racconti
- San Francisco (2013)

### Romanzi
- Una notte a Nuuk, Iperborea, Milano, 2025 - ISBN 9788870917000 (HOMO Sapienne, 2014 - trad. dal danese di Francesca Turri).
- La Valle dei Fiori, Iperborea, Milano, 2023 - ISBN 9788870916706 (Blomsterdalen, 2020 - trad. dal danese di Francesca Turri).